# Damon Lindelof

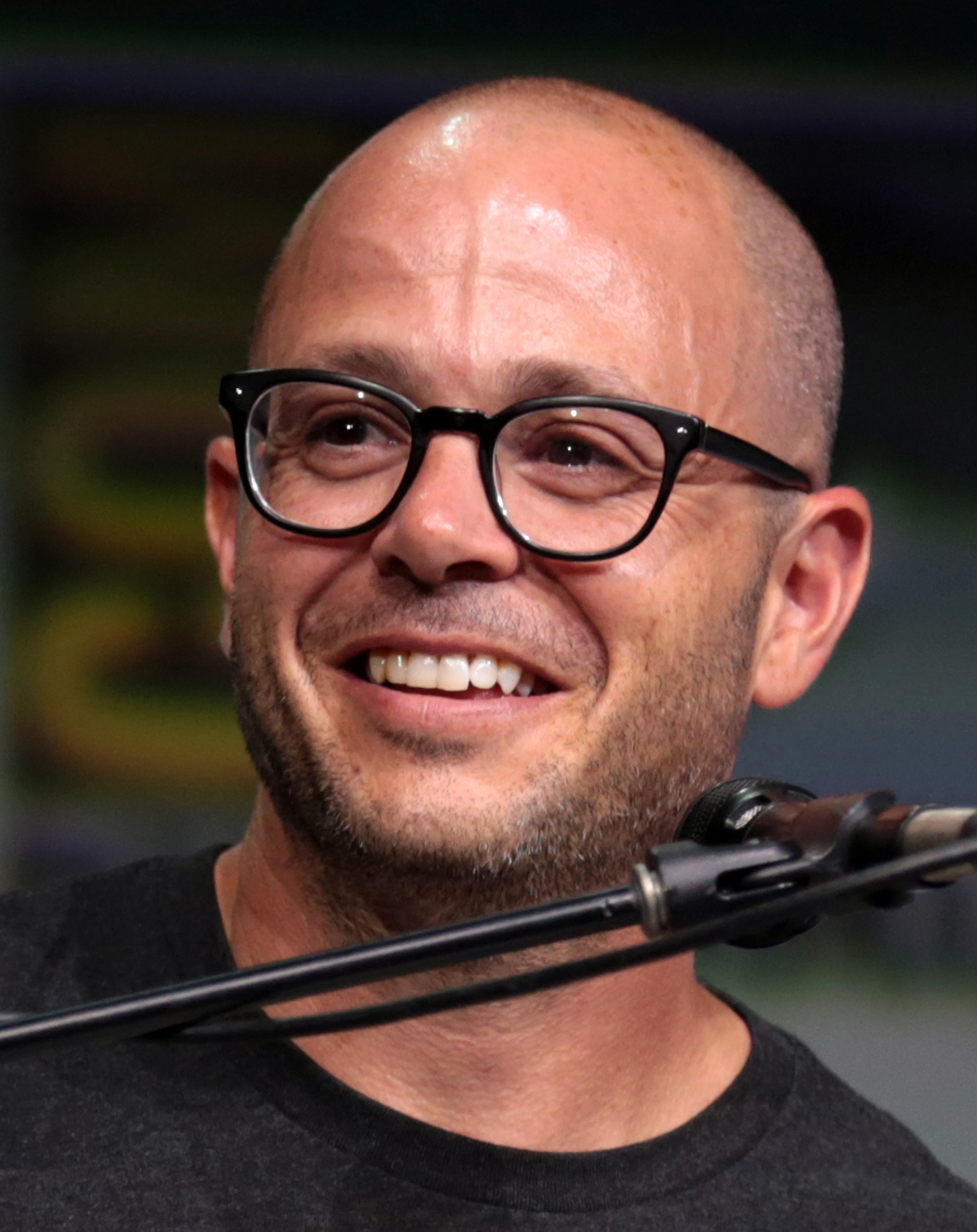
Damon Lindelof bei der San Diego Comic-Con 2017

Damon Laurence Lindelof (* 24. April 1973 in Teaneck, New Jersey) ist ein US-amerikanischer Drehbuchautor und Filmproduzent.

## Leben
Bekannt wurde er als einer der Erfinder und Hauptautoren der Fernsehserie Lost. Zuvor arbeitete er für die Serien Crossing Jordan – Pathologin mit Profil und Nash Bridges. 2006 und 2007 produzierte er zusammen mit J. J. Abrams einen Star-Trek-Film, der Anfang Mai 2009 in die Kinos kam und für dessen Fortsetzung er am Drehbuch beteiligt war. Der Film kam als Star Trek Into Darkness im Mai 2013 in die Kinos. Er schrieb mit Jon Spaihts das Drehbuch zu Ridley Scotts Prometheus – Dunkle Zeichen. Der Film war zuvor als Alien-Prequel konzipiert und kam im August 2012 in die deutschen Kinos. Zusammen mit dem Autor des Buches The Leftovers, Tom Perrotta, schrieb er das Drehbuch zu einer Serienadaption, die von 2014 bis 2017 bei HBO zu sehen war. Außerdem schrieb er das Drehbuch zum 2015 erschienenen Science-Fiction-Film Tomorrowland mit George Clooney, Hugh Laurie und Britt Robertson in den Hauptrollen. Danach entwickelte er die Serie Watchmen (2019), der der Film The Hunt (2020) folgte.
Lindelof ist seit dem 28. Mai 2005 mit der Filmproduzentin Heidi Fugeman verheiratet und lebt in Los Angeles.

## Filmografie (Auswahl)

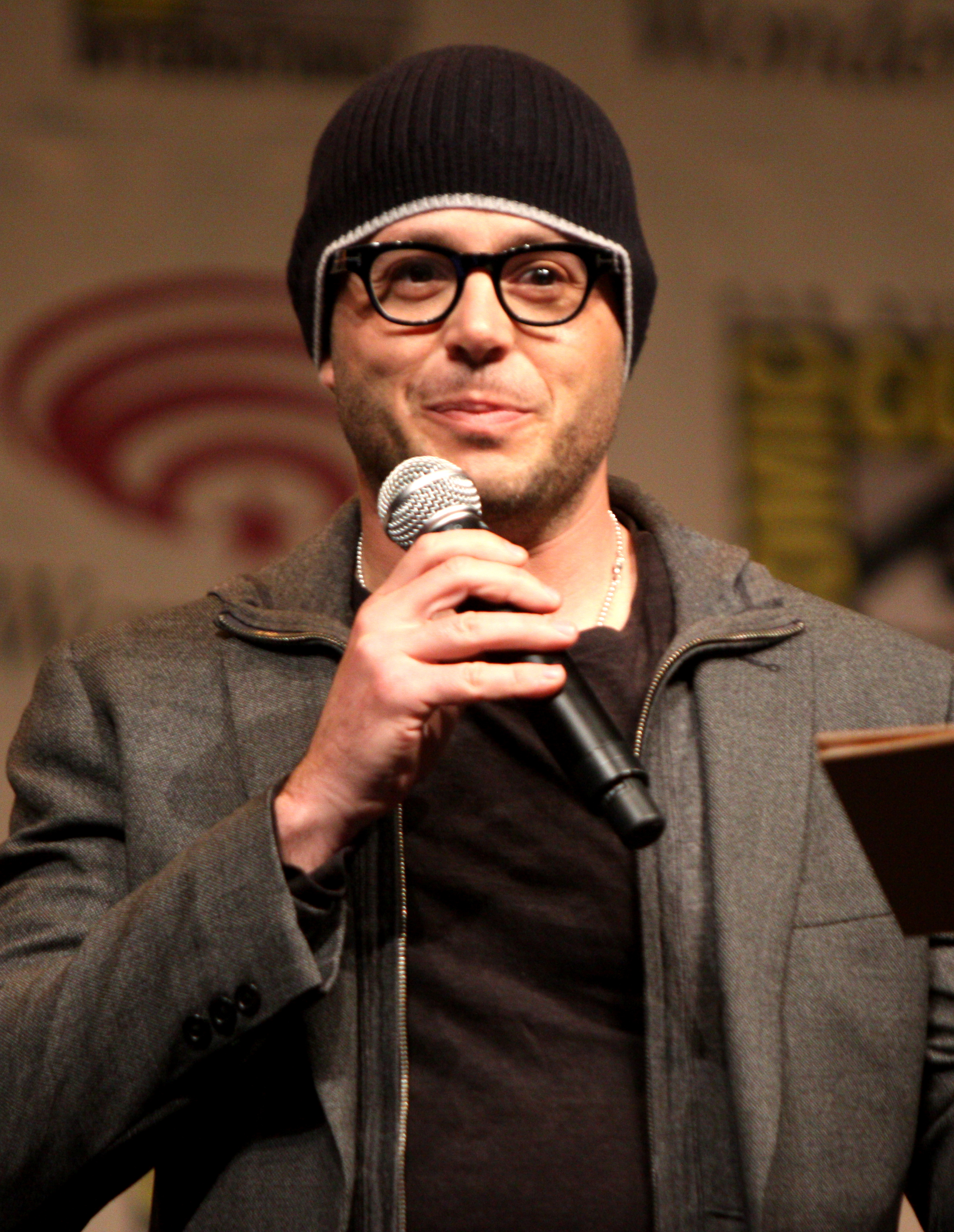
Damon Lindelof bei der Wondercon 2012

### Als Drehbuchautor
- 1999: Wasteland (Fernsehserie, 2 Episoden)
- 2000–2001: Nash Bridges (Fernsehserie, 5 Episoden)
- 2001–2004: Crossing Jordan – Pathologin mit Profil (Crossing Jordan, Fernsehserie, 9 Episoden)
- 2004–2010: Lost (Fernsehserie, 121 Episoden)
- 2011: Cowboys & Aliens
- 2012: Prometheus – Dunkle Zeichen (Prometheus)
- 2013: Star Trek Into Darkness
- 2013: World War Z
- 2014–2017: The Leftovers (Fernsehserie, 24 Episoden)
- 2015: A World Beyond (Tomorrowland)
- 2019: Watchmen (Fernsehserie, 8 Episoden)
- 2020: The Hunt

### Als Produzent
- 2002–2004: Crossing Jordan – Pathologin mit Profil (Crossing Jordan, Fernsehserie, geschäftsführender Produzent)
- 2004–2010: Lost (Fernsehserie, geschäftsführender Produzent)
- 2009: Star Trek
- 2011: Cowboys & Aliens
- 2012: Prometheus – Dunkle Zeichen (Prometheus, geschäftsführender Produzent)
- 2013: Star Trek Into Darkness
- 2014–2017: The Leftovers (Fernsehserie, geschäftsführender Produzent)
- 2019: Watchmen (Fernsehserie, geschäftsführender Produzent)
- 2020: The Hunt
- 2023: Mrs. Davis (Fernsehserie, geschäftsführender Produzent)